# Knurowiec
Knurowiec (prononciation : [knuˈrɔvjɛt͡s]) est un village polonais de la gmina de Brańszczyk dans le powiat de Wyszków de la voïvodie de Mazovie dans le centre-est de la Pologne.
Il se situe à environ 4 kilomètres au nord de Brańszczyk (siège de la gmina), 14 kilomètres au nord-est de Wyszków (siège du powiat) et à 66 kilomètres au nord-est de Varsovie (capitale de la Pologne).
Le village possède une population de 244 habitants en 2011.

## Histoire
De 1975 à 1998, il faisait partie du territoire de la Voïvodie d'Ostrołęka